# Drieëntwintigste amendement van de Grondwet van de Verenigde Staten
Het drieëntwintigste amendement van de Grondwet van de Verenigde Staten breidt het recht om te stemmen in de presidentsverkiezingen uit tot burgers die in het federaal district Washington D.C. wonen, door het toestaan van districtskiezers in het kiescollege als ware het een staat. 
Het amendement werd voorgesteld door het 86e congres op 16 juni 1960, en in werking gesteld door de staten op 29 maart 1961.